# 부산북부소방서
부산북부소방서(釜山北部消防署, Busan Bukbu Fire Station)는 부산광역시 북구를 관할하는 부산광역시 소방재난본부 산하의 소방서이다.
소방서장은 소방정으로 보한다.

## 연혁
- 1979년 8월 6일: 부산북부소방서 개서
- 1982년 12월 16일: 김해소방서 분리
- 2002년 8월 21일: 부산강서소방서 분리
- 2023년 8월 1일: 부산사상소방서와 부산북부소방서로 분리

## 조직
| 청문감사담당관 - 감사감찰계 - 보건안전계 | - 소방행정과 - 소방행정계 - 예산장비계 | - 예방안전과 - 예방지도계 - 소방민원계 | - 구조구급과 - 구조구급계 - 홍보교육계 | - 현장대응단 - 방호계 - 지휘조사1·2·3팀 |

## 관할센터 및 관할구역
부산북부소방서는 4개의 119안전센터와 1개의 구조대를 산하에 두고 있다.
| 명칭                     | 사진 | 주소              | 관할구역                                    | 지역대 |
| ------------------------ | ---- | ----------------- | ------------------------------------------- | ------ |
| 금곡119안전센터          |      | 북구 금곡대로 680 | 북구 금곡동                                 |        |
| 구포119안전센터          |      | 북구 만덕대로 31  | 북구 구포동, 덕천동                         |        |
| 화명119안전센터          |      | 북구 금곡대로 184 | 북구 화명동                                 |        |
| 만덕119인전센터          |      | 북구 함박봉로 142 | 북구 만덕동                                 |        |
| 부산북부소방서 119구조대 |      | 북구 금곡대로 680 | 북구 금곡동, 화명동, 덕천동, 구포동, 만덕동 |        |

## 같이 보기
- 대한민국 소방청
- 대한민국의 소방
- 소방관 계급